# Salsa (danza)
La salsa è una danza caraibica di origine cubana, che fonde differenti ritmi di danze afroamericane. In essa si distinguono 3 varianti principali: la salsa portoricana, quella cubana e il New York Style. Insieme alla bachata e al merengue, costituisce il genere più diffuso nelle danze caraibiche.

## Ritmo
La frase musicale della salsa è composta da due battute in 4/4, ovvero di quattro battiti: il primo battito (tempo) ha un accento ritmico forte, il terzo battito ha un accento ritmico mezzoforte, mentre il secondo e quarto battito hanno accento ritmico debole. La struttura ritmica in battere e levare (accento forte e debole) si ripete nella seconda battuta, ovvero con un accento forte sul battito 5, mezzoforte sul 7 e debole sul 6 e 8. Al contrario dei musicisti, i ballerini effettuano una pausa per ogni battuta, che può essere effettuata sul 4 e sull'8 per chi balla sul battere (cosiddetto "ballare sull'1" o "a tempo") o sull'1 e sul 5 per chi balla in levare ("ballare sul 2" o "in controtempo"): la pausa non viene effettuata come un vero e proprio stop nella danza bensì come un allungamento dell'ultimo tempo di ballo.
La clave è lo strumento musicale il cui suono viene solitamente preso come punto di riferimento per gli attacchi dei passi. In realtà, per un ballerino di salsa, la difficoltà principale è trovare la prima battuta (che coincide con la prima battuta della quartina musicale); essendo la sezione ritmica spesso molto articolata ed eterogenea, nei brani di salsa, i numerosi strumenti percussivi che si sovrappongono necessitano di un orecchio allenato, per far sì che il movimento del corpo si coordini al ritmo.
Tale esercizio è sovente difficile per il principiante, ma man mano che si procede nell'apprendimento del ballo, l'abitudine all'ascolto genera la capacità di decodificare all'istante gli accenti delle varie percussioni.
Per trovare l'uno musicale, e quindi la prima battuta di salsa, è necessario anche un attento ascolto della voce solista e del coro, l'inizio del canto o particolari accenti della voce solista indicano l'uno musicale, mentre l'inizio del canto del coro spesso coincide con la quinta battuta (la prima della seconda terzina di movimento).

### Tempo e controtempo
Esistono almeno due modi principali di ballare la salsa: "a tempo" con la melodia oppure "in controtempo" cioè sulla clave e percussioni. Ballando a tempo o controtempo si è anche "in frase" . Questo è un discorso di tipo musicale, che si basa sugli "accenti" dei tempi forti.
Lo stile portoricano generalmente si balla a controtempo, mentre lo stile cubano si balla generalmente a tempo, anche se essendo originato dal son, molte salse cubane richiedono di ballare a controtempo.
Un'ulteriore evoluzione è ballare sul break, tipico dello stile newyorkese ma ormai utilizzato anche nella portoricana perché più semplice da eseguire.
La frase della salsa cubana e composta da otto tempi (uno, dos, tres, cuatro, cinco, seis, siete, ocho) però il quattro e l'otto non si contano perché sono considerate pause.

## Struttura
Uno degli elementi chiave di questo ballo è la pausa (chiamata anche battuta, sospensione o stop) sul quarto tempo del ritmo: durante l'esecuzione dei passi, per ogni tre "step" ballati ce n'è uno non ballato. Tale caratteristica subisce varianti ed evoluzioni a seconda della scuola e del gusto dei ballerini. 
Pur esistendo sequenze di movimenti predefinite, chiamate figure o coreografie, la concatenazione di queste l'una all'altra è basata sull'improvvisazione; sta quindi alla fantasia dei ballerini costruire i vari passi di danza durante tutto l'arco del brano.
La posizione di partenza del ballo è un abbraccio frontale asimmetrico con 4 punti di contatto tra uomo e donna:
- l'uomo posa la sua mano destra dietro la schiena della propria ballerina all'altezza della spalla;
- la mano sinistra dell'uomo le tiene la mano destra (col braccio leggermente piegato e sotto l'altezza della spalla);
- la mano sinistra della donna tocca la spalla destra dell'uomo;
- entrambi si guardano diritto negli occhi.

Tale posizione è detta di coppia chiusa (sociale chiusa).
Ma in genere viene abbandonata quasi subito, durante la danza, per lasciare spazio alla posizione di coppia aperta (sociale aperta), che è il vero punto di partenza per le varie figure: uomo e donna si tengono uno davanti all'altra mano destra con mano sinistra e sinistra su destra, non abbracciati, in genere l'uomo mette le mani sotto quelle della donna.
Esiste anche un momento in cui la coppia si divide e i due ballerini eseguono un assolo di passi (chiamati pasitos, o shines), molto presenti soprattutto nella salsa portoricana. Meno frequente nello stile cubano, nel quale l'unico momento di assolo è lasciato alla rumba cubana.
Questo ballo sottostà alla convenzione (comune anche ad altri balli) che vuole che l'uomo guidi e la donna segua.
In buona sostanza l'uomo, mediante il linguaggio corporeo, comunica alla donna i vari spostamenti, giostrando opportunamente le varie pressioni con la mano destra sulla parte alta della schiena, sotto la scapola sinistra della donna, o alzando e abbassando le braccia, e imprimendo movimenti di rotazione.
L'uomo dà il comando alla dama per le varie figure. Le mani si muovono in modo coordinato ai passi, per indicare alla donna quale movimento stanno per eseguire entrambi o solo uno dei due (cambio posto, ponte, cambio coppia; giro dx/giro sx esterni, oppure interni verso il petto). Senza indicazioni, l'altro continua a eseguire il passo base.
L'uomo esegue il tempo 1 sempre sul piede sinistro, il 5 sul destro. Le figure hanno un 3 tempi di preparativo (+ pausa) in cui l'uomo prepara la mano per indicare alla donna la figura da eseguire (apro, giro, vuelta, ecc.) e 3 tempi di esecutivo (+ pausa) in cui la donna o l'uomo mettono in atto la figura: la donna inizia la figura sempre al tempo 5.
I pasitos che si eseguono in assolo (e in coppia) sono: base avanti e indietro, laterale dx/sx, calcio (al tempo 1 sx coi due piedi lato dx, e 5 col piede dx e i due piedi a lato sx), gancio (al 3 dx incrocia indietro sx; al 5 sx incrocia dx indietro), unghia e, vuelta dx/sx, una sola gamba, passo lungo (al tempo 2) e sempre più stretti fino a marcia sul posto, incrocio indietro e incrocio avanti (sul tempo 3), con le varianti:
- tre passi incrociati avanti o indietro (sx incrocia avanti a destra, dx incrocia avanti a sx, e di nuovo sx chiude a destra);
- quadrato (sx indietro, dx incrocia avanti a sinistra, sx avanti, dx laterale a dx);
- sussicue (rivolti al lato dx piede sx incrocia avanti a dx fino al 3, poi girati dal lato sx piede dx incrocia avanti sx);
- tripla punta, o punta-punta (sx incrocia avanti dx, torna a sx e incrocia di nuovo dx avanti come al tempo 1; dx incrocia sx avanti, torna a dx e di nuovo come al tempo 3);

Oltre ai pasitos, abbiamo la vuelta destra/sinistra che si distingue a in giro esterno (dx/sx) e giro interno (dx/sx), e il mezzo giro (dx e sx), sia per l'uomo che per la donna. Il giro esterno è più frequente nelle figure.
In coppia il passo principale per l'uomo, ripetuto più di frequente nelle varie figure, è il cambio posto.
Con la caricia (carezza) la mano destra del ballerino prende la mano dx della dama e la porta sopra la testa della dama fino a toccare il collo, dopodiché la mano sinistra prende la mano sinistra della dama e la porta sopra la testa del ballerino fino a toccargli il collo (lato destro).
La caricia si può eseguire sia durante un passo base, sia dopo una vuelta destra (giro in senso orario) della dama, dove però i contatti tra le mani sono invertiti rispetto alla norma (che è: mano sinistra uomo con destra donna, destra uomo con sinistra donna).

## Stili di salsa
Nei paesi d'origine, il ballo della salsa ha sempre fatto parte della cultura e dell'identità collettiva in modo molto radicato. La versione che è stata esportata nel mondo occidentale, a uso delle scuole di danza, dei circoli, delle balere, è spesso "modificata" confezionata secondo lo stile della salsa da spettacolo, contrapposto invece alla salsa da strada, ovvero quella propria dei paesi caraibici.
Nella salsa da strada, ritroviamo infatti un modo di ballare legato all'improvvisazione estemporanea, a volte poco coreografico, e improntato soprattutto nei movimenti corporei effettuati in perfetta sintonia con il partner e con la musica.
La salsa da spettacolo, invece, è più figurata e costruita, si dà maggiore risalto allo stile dei movimenti negli spazi e nei tempi "canonici" del ritmo, numerose sono le coreografie e le sequenze di passi codificate e acquisite come bagaglio personale dei ballerini; e a volte, ciò va a discapito della "spontaneità" istintiva nel sentire 'proprio' il ritmo e le vibrazioni musicali. A ogni buon conto, pregi e difetti sussistono in entrambi gli stili.
Anche in questo genere, non mancano le contaminazioni con altri balli: alcuni maestri infatti, insegnano passi che includono dei movimenti presi a prestito dall'hip hop, dal funky, spesso inserendoli nelle coreografie abituali.
In genere, ciò che attrae il principiante e lo invoglia a imparare questo ballo, è innanzitutto il clima di divertimento e allegria evocato dal tipico ritmo musicale, movimentato e festoso.
Un altro motivo è senz'altro la socializzazione: questo tipo di ballo infatti, specie nelle scuole di salsa, presuppone e invita a instaurare rapporti umani con i vari partner.

### Salsa cubana
Il pattern di danza prevalente della salsa cubana prevede che l'uomo e la donna ballino disegnando idealmente nelle figure un cerchio. Le movenze del corpo sia maschili sia femminili sono generalmente più accentuate che negli altri stili, ma il ballo può essere eseguito in maniera differente a seconda della scelta di stile di ballo: con poche figure e movenze più accentuate oppure con figure più veloci e movimenti di braccia più complessi e intricati. 
Il casino cubano è generalmente ballato a tempo con la melodia (sull'1) ma, se la musica lo richiede, può essere tranquillamente ballato a controtempo, seguendo cioè la clave e i tamburi. Il son cubano dal quale il casino si sviluppa è difatti ballato, principalmente, in controtempo alla melodia. 
Questo genere di ballo è la fusione dei ritmi e movenze africane degli schiavi importati nei secoli a Cuba e quelle europee e occidentali (diverse figure del casino per esempio prendono spunto dal rock'n'roll). 
Per arrivare allo sviluppo del casino, che nacque senza un preciso genere musicale corrispondente (a differenza dei balli di seguito menzionati che avevano un genere musicale corrispondente), si partì dalla contraddanza importata dall'Europa a Cuba nel XIX secolo, che portò in sequenza temporale alla danza habanera, al danzón, al son cubano, al danzonete, danzon de nuevo ritmo, cha-cha e infine appunto il casino, che inizialmente era soltanto un fenomeno coreografico ballato su vari generi musicali e successivamente ballato su generi musicali come salsa e timba.

### Salsa portoricana
La salsa portoricana e quella cubana sono i due stili di salsa ufficialmente più conosciuti. La portoricana nasce come stile a Portorico ed è caratterizzata da un movimento in generale più elegante e moderato ( i ballerini tendono a portare tutto il loro corpo verso l'alto, soprattutto il busto). È un ballo in coppia dove i ballerini sviluppano ed eseguono le figure in linea, ovvero muovendosi come se dovessero seguire una linea immaginaria; si predilige usare numerosi giri multipli della donna, e inoltre una delle differenze principali con la cubana è che i giri vengono eseguiti sempre verso sinistra. È inoltre presente un ampio repertorio di passi individuali (pasitos). Per quanto concerne il tempo da seguire nella portoricana ci sono due scuole di pensiero: ufficialmente la portoricana si balla sul due musicale, ma negli ultimi anni si sta diffondendo anche la scuola di pensiero che la vede ballare sull'uno musicale (quindi si balla sia sul tempo sia sul controtempo).

### New York Style
Il New York Style (che possiamo vedere più volte nel film Dirty Dancing, ambientato negli anni cinquanta) è molto simile alla salsa portoricana, tanto che molti interpreti newyorkesi non riconoscono l'esistenza di uno stile di ballo chiamato salsa portoricana, ma dichiarano che mambo New York style ha dato origine alla salsa portoricana. Quindi il mambo New York style non si distingue in modo netto dalla portoricana, ma alcuni ballerini la interpretano in modo diverso soprattutto perché si utilizza il "break". Questi due stili di salsa compresa la salsa Los Angeles style si ballano in linea. Un altro fondamentale della salsa in linea è nel giro della donna che deve girare cercando di posizionare i piedi ''dritti'' sulla linea immaginaria che si segue durante il ballo. La salsa in linea è uno stile molto elegante privo di movimenti del bacino ma ricco di movimenti puliti e sobri.

### Los Angeles Style
Il Los Angeles Style invece si balla a tempo con la melodia (sull'1), ma mantenendo una ideale linea di ballo come nella salsa portoricana, con la novità che vengono inserite molte figure presenti in altri stili o provenienti dal rock and roll, in particolare figure e prese acrobatiche (questo stile viene chiamato anche salsa free style). L'origine della salsa Los Angeles style è attribuita al coreografo del film Salsa del 1988, che per esigenze di copione costruì una salsa free style. Nel film rock and roll acrobatico e salsa coesistono fino a contaminarsi, in seguito questo nuovo modo di ballare la salsa divenne un vero e proprio stile grazie al ballerino e coreografo messicano (di adozione statunitense) Francisco Vazquez insieme ai suoi fratelli Luis Vazquez e Johnny Vazquez.
Tra le sottocategorie, è da evidenziare anche la nascita di una variante del ballo non ancora molto diffusa: la salsa cubana acrobatica, dove vengono inserite posizioni acrobatiche; a differenza della Los Angeles - dove queste vengono eseguite mantenendo la linea tra i ballerini - in questo caso le acrobazie vengono effettuate durante la rotazione verso destra tipico della salsa cubana.
Uno stile che si è molto diffuso grazie agli artisti che lo hanno abbracciato è la salsa hip hop.
Questo stile è un insieme tra la salsa in linea (Los Angeles Style, New York Style, portoricana) o la salsa cubana e l'hip hop.
Lo stile è divulgato da salseri internazionali quali: Tropical gem (Fernando Sosa), Chiquito & Dominican Power, Latin Black (Seo Fernandez), Juan Carlos Vidal (Ecuasalsa), Leo Garcia (Raulin y Aaron), Salsachè (Lieb J.).

### Salsa colombiana o Cali style
Stile che viene dalla città di Cali, conosciuta anche come la "capitale mondiale della salsa" per ospitare ogni anno i campionati mondiali di ballo di salsa, ma diffuso in tutta la Colombia. Fortemente influenzato dalla pachanga e dal boogaloo, la salsa colombiana prevede un ballo prevalentemente sul posto e con un caratteristico step laterale nei tempi di pausa, generalmente assenti negli altri stili, e in generale movimenti di gambe e piedi rapidi e più complessi.